# Halo (televíziós sorozat)
A  Halo 2022-tól vetített amerikai  sci-fi sorozat, amelyet Kyle Killen és Steven Kane alkotott, az azonos című videójáték-sorozat alapján. A főbb szerepekben Pablo Schreiber, Shabana Azmi, Natasha Culzac, Olive Gray, Yerin Ha látható.
Az Amerikai Egyesült Államokban 2022. március 24-én mutatta be a Paramount+, Magyarországon 2023 február 14-én mutatta be a SkyShowtime.
Berendelték a második évadot.

## Ismertető
26. században konfliktust tört ki az emberiség és a Szövetség nevű idegen fenyegetés között.

## Szereplők

### Főszereplők
| Szereplő                        | Színész                | Magyar hang         | Leírás |
| ------------------------------- | ---------------------- | ------------------- | --- |
| John-117 / Master Chief altiszt | Pablo Schreiber        | Varga Gábor         | „Spartan-117” néven ismert, genetikailag módosított szuperkatona.                                                                            |
| John-117 / Master Chief altiszt | Logan Shearer (fiatal) | Kenéz Ágoston       | „Spartan-117” néven ismert, genetikailag módosított szuperkatona.                                                                            |
| Margaret Parangosky admirális   | Shabana Azmi           | Szórádi Erika       | Az ONI (Haditengerészeti Hírszerzési Hivatal) igazgatója.                                                                                    |
| Miranda Keyes parancsnok        | Olive Gray             | Bogdányi Titanilla  | UNSC tiszt és tudós, Jacob Keyes és Catherine Halsey lánya.                                                                                  |
| Kwan Ha                         | Yerin Ha               | Csuha Bori          | Lázadó tinédzser a Madrigal külső kolónia bolygójáról.                                                                                       |
| Vannak-134                      | Bentley Kalu           | Varga Rókus         | Az Ezüstosztag spártai tagjai. |
| Kai-125                         | Kate Kennedy           | Hay Anna            | Az Ezüstosztag spártai tagjai. |
| Riz-028                         | Natasha Culzac         | Kis-Kovács Luca     | Az Ezüstosztag spártai tagjai. |
| Makee                           | Charlie Murphy         | Kelemen Kata        | A Szövetség embergyűlölő emberi tagja, akit a Hierarchák "Áldottként" emeltek fel.                                                           |
| Jacob Keyes kapitány            | Danny Sapani           | Bolla Róbert        | Tapasztalt UNSC tiszt. |
| Cortana                         | Jen Taylor             | Bognár Anna         | Mesterséges intelligencia konstrukció, amelyet Dr. Halsey agyáról mintáztak és beültettek Master Chief agyába, hogy befolyásolják döntéseit. |
| Soren-066                       | Bokeem Woodbine        | Galambos Péter      | Spártai dezertőr, aki később a Felkelők vezetője lett a Rubble-on.                                                                           |
| Soren-066                       | Jude Cudjoe (fiatal)   | Kádár-Szabó Bence   | Spártai dezertőr, aki később a Felkelők vezetője lett a Rubble-on.                                                                           |
| Dr. Catherine Elizabeth Halsey  | Natascha McElhone      | Kisfalvi Krisztina  | Az UNSC tudósa és a Spartan-II projekt megalkotója.                                                                                          |
| Laera                           | Fiona O’Shaughnessy    | Erdős Borcsa        | Soren felesége. |
| Kessler                         | Tylan Bailey           | N/A                 | Soren fia. |
| James Ackerson                  | Joseph Morgan          | Sablon:Dévai Balázs | Félelmetes hírszerző ügynök, aki karrierjét az UNSC titkos Tengerészeti Hírszerzési Hivatalának ranglétráján töltötte.                       |
| Talia Perez                     | Cristina Rodlo         | N/A                 | Nyelvészetre szakosodott tizedes az UNSC tengerészgyalogságának kommunikációs egységénél.                                                    |

### Mellékszereplők
| Szereplő                     | Színész         | Magyar hang    | Leírás                                                                        |
| ---------------------------- | --------------- | -------------- | ----------------------------------------------------------------------------- |
| Vinsher Grath                | Burn Gorman     | Fekete Zoltán  | Politikus és az UNSC munkatársa, aki elnyomja a lázadó mozgalmat Madrigalban. |
| Dr. Adun Saly                | Ryan McParland  | Molnár Levente | Dr. Halsey asszisztense.                                                      |
| Lord Terrence Hood admirális | Keir Dullea     | Tarján Péter   | Magas rangú UNSC-tiszt.                                                       |
| Jin Ha                       | Jeong-hwan Kong | Welker Gábor   | Kwan apja, egy lázadó vezető Madrigalban.                                     |

## 1. évad (2022)
| Sor. | Év. | Cím                             | Rendező            | Író                                 | Premier                             |
| ---- | --- | ------------------------------- | ------------------ | ----------------------------------- | ----------------------------------- |
| 1.   | 1.  | Kapcsolat (Contact)             | Otto Bathurst      | Kyle Killen és Steven Kane          | 2022. március 24. 2023. február 14. |
| 2.   | 2.  | Szabadon (Unbound)              | Otto Bathurst      | Kyle Killen és Steven Kane          | 2022. március 31. 2023. február 14. |
| 3.   | 3.  | Felemelkedés (Emergence)        | Roel Reiné         | Kyle Killen és Steven Kane          | 2022. április 7. 2023. február 14.  |
| 4.   | 4.  | Hazatérés (Homecoming)          | Roel Reiné         | Justine Juel Gillmer és Steven Kane | 2022. április 14. 2023. február 14. |
| 5.   | 5.  | Leszámolás (Reckoning)          | Jonathan Liebesman | Richard E. Robbins és Steven Kane   | 2022. április 21. 2023. február 14. |
| 6.   | 6.  | Vigasz (Solace)                 | Jonathan Liebesman | Silka Luisa és Steven Kane          | 2022. április 28. 2023. február 14. |
| 7.   | 7.  | Örökség (Inheritance)           | Jessica Lowrey     | Steven Kane                         | 2022. május 5. 2023. február 14.    |
| 8.   | 8.  | Hűség (Allegiance)              | Jonathan Liebesman | Justine Juel Gillmer és Steven Kane | 2022. május 12. 2023. február 14.   |
| 9.   | 9.  | Transzcendencia (Transcendence) | Jonathan Liebesman | Steven Kane                         | 2022. május 19. 2023. február 14.   |

## 2. évad (2024)
| Sor. | Év. | Cím                      | Rendező       | Író                   | Premier                             |
| ---- | --- | ------------------------ | ------------- | --------------------- | ----------------------------------- |
| 10.  | 1.  | Menedék (Sanctuary)      | Debs Paterson | David Wiener          | 2024. február 8. 2024. február 9.   |
| 11.  | 2.  | Kard (Sword)             | Debs Paterson | Ahmadu Garba          | 2024. február 8. 2024. február 9.   |
| 12.  | 3.  | Visegrád (Visegrad)      | Craig Zisk    | Marisha Mukerjee      | 2024. február 15. 2024. február 16. |
| 13.  | 4.  | Hegyfok (Reach)          | Craig Zisk    | Tom Hemmings          | 2024. február 22. 2024. február 23. |
| 14.  | 5.  | Aleria (Aleria)          | Otto Bathurst | Basil Lee Kreimendahl | 2024. február 29. 2024. március 1.  |
| 15.  | 6.  | Ónix (Onyx)              | Otto Bathurst | Sarah McCarron        | 2024. március 7. 2024. március 8.   |
| 16.  | 7.  | Thermopüla (Thermopylae) | Dennie Gordon | Ahmadu Garba          | 2024. március 14. 2024. március 15. |
| 17.  | 8.  | Halo (Halo)              | Dennie Gordon | David Wiener          | 2024. március 21. 2024. március 22. |

## A sorozat készítése
2013. május 21-én Steven Spielberg a Halo videojáték-franchise alapján készülő televíziós sorozat vezető producere volt, amelyet az Xbox Entertainment Studios forgalmazott, és amelyben Spielberg cége, az Amblin Television is részt vett. 2015 augusztusában a sorozat még mindig aktív fejlesztés alatt állt.
2018. június 28-án a sorozat 10 epizódos sorozatmegrendelést kapott. Kyle Killen lett volna a showrunner, író és vezető producer, míg Rupert Wyatt rendezőként és vezető producerként csatlakozott. Augusztus 12-én bejelentették, hogy Master Chief lesz a sorozat főszereplője, és hogy a sorozat a videojátékok új történetét meséli majd el, ugyanakkor tiszteletben tartja azok kánonját. december 3-án Wyatt időbeosztási konfliktusok miatt lemondott a rendezői posztról. Helyére Otto Bathurst lépett 2019 februárjában, amikor is bejelentették, hogy Bathurst fogja rendezni a bevezető részt több más epizóddal együtt. Az is kiderült, hogy az epizódszám 10 epizódról 9-re csökkent.

### Forgatás
A forgatás 2019 októberében kezdődött. Az öt leforgatott epizódot a koronavírus-világjárvány leállása alatt újravágták, a hatodik epizód forgatását és az újraforgatásokat a Ontarióban tervezik. A forgatás végül 2021 februárjában folytatódott teljes egészében Budapesten. 2022. szeptember 15-én kezdődött a második évad forgatása Izlandon, a további ország (Magyarország) forgatása pedig még abban az évben megtörtént.